# 이동 급여
이동 급여는 사회 보장 보조금인데 걸을 수 없는, 혹은 보행에 어려움을 가지는 사람들을 위한 것이다.

## 아일랜드
이동 급여는 16세와 66세 사이의 사람들을 위해 1979년에 만들어졌다. 한달에 208.50의 요율로 매달 그것은 지급된다. 900만 [유로] 이상의 연지출로 이동 급여에 대한 4,700명 이상의 수령자가 있다. 다음과 같은 중증 장애인을 위한 ‘전동 보장구 급여’도 있는데 그 사람은 보장구가 노동을 유지하는데 필수적인 곳에서 보장구를 사거나 개조하는 것을 필요로 하는 사람이다. 최대의 급여는 어떠한 3년 기간에라도 한번 지불할 수 있는 5,020[유로]이다. 300명 이상의 사람들이 합산액 1백30만[유로]의 급여를 매년 받는다. [아일랜드] 호민관은 나이 제한이 없어져야 하고 장애의 정의가 넓어져야 한다고 제안했는데 신체, 지적, 감각 혹은 정신 건강 장애를 가진 모든 사람을 포함하기 위해서 말이다.

## 이스라엘
‘기초 장애 연금’ 제도는 다음과 같은 사람들을 위한 이동 요소를 포함하는데 그들은 그들의 이동을 제한하는 그들의 다리에 손상을 가진다.

## 이탈리아
이탈리아에서 실업 급여에 이동 요소가 있었지만 2012년에 그것은 폐지되었다.

## 영국
보통 하나의 좌석에 세 개의 바퀴가 달린 장애인 삼륜차가 1921년부터 장애를 입은 전쟁 연금수령자에게 주어졌다. 1945년 이후에, 20 퍼센트 이상의 장애 정도로 판정을 받은 전쟁 연금수령자는 대신에 작은 차에 대해 고를 수 있었고 이 선택은 1964년부터 몇몇의 다른 장애인에게 확대되었다. 5세 이상 65세 이하의 사람들을 위한 이동 급여 지원이 1975년 사회보장연금법에 의해 도입되었다. 자격을 얻기 위해서, 어떤 사람은 완전히 혹은 거의 걸을 수 없어야 하거나, 걸으려는 노력이 심각하게 위험할 수 있고 이 조건이 적어도 12 개월 동안 지속될 가능성이 있어야 했다. 이것은 오직 신체 장애인에게만 적용되었다. 걷는 능력은 가능하다면 인공 보장구를 사용해서 청구인에 대해 평가되었다.
이동 [급여] 제도는 1978년에 시작되었다. 이것은 청구인들로 하여금 새로 임대된 차량으로 그들의 주간 급여 지원금을 교환하도록 허용했다.
1987년에 급여의 액수는 일주일에 22.10 파운드였다. 더 높은 요율로 계산된 24.55 파운드가 전쟁 연금수령자에게 지급될 수 있었다. 급여는 75세에 중단되었다.
‘1992년 사회 보장 본인부담 및 급여 법’은 연금 연령 이하의 사람들을 위한, 새로운 급여인, ‘장애 생활 급여’ 안으로, ‘요양 급여’에 포함된 ‘이동 급여’를 통합시켰다.